# Côte des Blancs

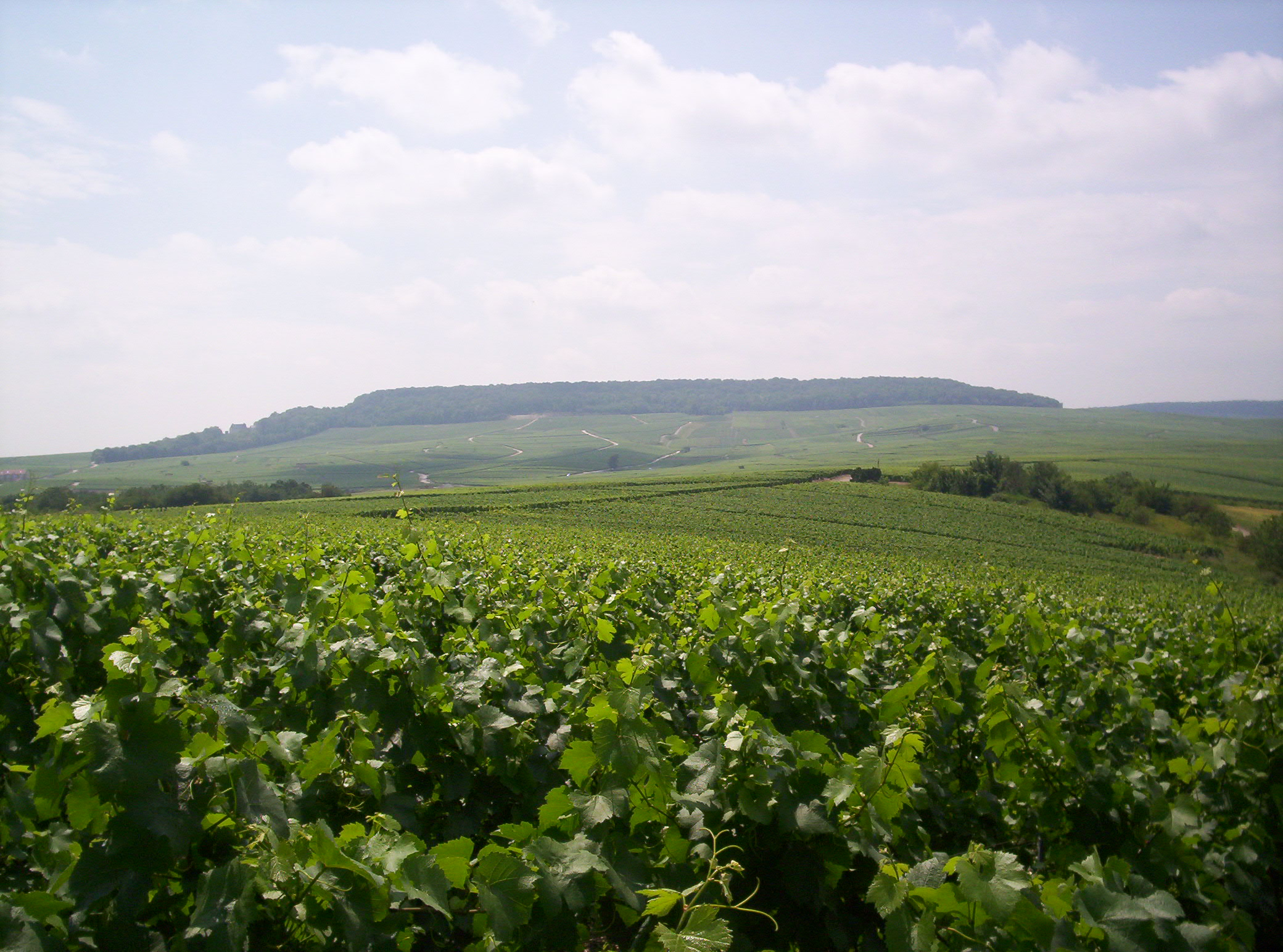
Le vignoble de la côte des blancs et la butte de Saran, vus depuis les hauteurs de Chouilly.

La côte des Blancs est une zone viticole appartenant au vignoble de Champagne et destinée à la production du champagne. Située dans la Marne, elle s'étend au sud d'Épernay sur environ 20 kilomètres, pour une superficie de 3 313 hectares, en 2006. La côte des Blancs doit son nom à la couleur du cépage qui y est planté à 95 %, le chardonnay, qui est d'ailleurs le principal cépage blanc autorisé en Champagne (les autres étant moins utilisés : arbane, petit meslier, pinot blanc et pinot gris).
Si seuls quatre villages sont situés dans la côte des Blancs à proprement parler, à savoir Avize, Cramant, Le Mesnil-sur-Oger et Oger, toutes les communes entre Cuis et Bergères-lès-Vertus y possèdent un vignoble. L'appellation « côte des Blancs » est parfois attribuée aux vignobles du Sézannais et du Vitryat. La côte des Blancs donne naissance à des champagnes prisés, qui selon les connaisseurs sont empreints de vivacité et d'esprit, aux arômes légers et délicats, symboles de finesse et d'élégance.

## Situation géographique

### Orographie et géologie
La côte des Blancs est une cuesta de l'est du bassin parisien ; elle représente l'extrémité orientale de la côte de l'Île-de-France. Elle domine la plaine de la Champagne crayeuse qui s'étend vers l'est en direction de Châlons-en-Champagne. La craie y est affleurante partout et constitue un véritable réservoir d'eau et de chaleur des sous-sols. Les coteaux sont principalement orientés à l'est, ce qui abrite les vignes, à flancs des coteaux, des vents dominants d'ouest. Le vignoble de Grauves, de l'autre côté de la côte, est cependant orienté en partie à l'ouest. Les coteaux sont dominés par des forêts.
La côte des Blancs débute au bois de Cormont, à Bergères, passe le mont de Vroye, puis le mont Gaillard (au-dessus de Vertus et du Mesnil). Elle se poursuit dans la montagne d'Avize, encerclée par les villages d'Avize, Cramant, Cuis et Grauves, traverse la cuvette de Cramant et s'achève à Chouilly par le mont Saran qui s'élève à 243 m d'altitude. Si la côte culmine à 246 m au-dessus d'Avize, le vignoble s'échelonne entre approximativement 100 et 200 mètres. Deux buttes légèrement excentrées de la côte, le mont Aimé (240 m), au sud, et le mont Vergon (120 m), au sud-est à Voipreux, sont également comprises dans le vignoble de la côte des Blancs.

### Faune et flore
Possédant une flore riche et variée, la côte concentre environ quarante espèce rares ou protégées. Sa faune est également remarquable, on y trouve notamment des coléoptères, libellules, criquets et sauterelles inscrits sur la liste régionale des espèces menacées. D'autres insectes tels les papillons ou la mante religieuse sont présents. Les amphibiens et reptiles y sont eux aussi relativement nombreux. Les milieux naturels attirent une avifaune diversifiée. Les carrières souterraines de la côte des blancs sont peuplées par la plus importante colonie de chauves-souris hivernant dans la Marne.
La côte des Blancs accueille plusieurs landes, ensembles devenus très rares dans le département. Ces anciens pâturages furent creusés pour l'exploitation de son argile, créant ainsi de petites mares, puis partiellement reboisées. On y recense de nombreux batraciens et amphibiens ainsi que des espèces rares de libellules et coléoptères.

## Histoire
Plusieurs domaines de la côte des blancs, dont Oger et Le Mesnil, sont cités dans la « Grande Charte champenoise ». Dressée en 1114 par Guillaume de Champeaux, cette charte est considérée comme l'acte fondateur du vignoble de Champagne.

## Activités

### Protection environnementale
La côte des Blancs regroupe plusieurs lieux d'intérêt biologique ou écologique. Ceux-ci sont regroupés au sein de la grande ZNIEFF de type 2 des « forêts, pâtis et autres milieux du rebord de la montagne d'Épernay », recouvrant 1 978 hectares. Les « landes des pâtis du Mesnil », les « landes d'Oger » et les « landes boisées de la montagne d'Avize » constituent des ZNIEFF.

### Viticulture

Régions viticoles de la Champagne.

#### Vignoble
Le vignoble de la côte des blancs s'étend sur douze communes : Avize, Bergères-lès-Vertus, Chouilly, Cramant, Cuis, Grauves, Le Mesnil-sur-Oger, Oger, Oiry, Vertus, Villeneuve-Renneville-Chevigny et Voipreux. D'après le Comité interprofessionnel du vin de Champagne, il totalisait 3 313 hectares de vigne en juillet 2006. À elle seule, la côte des Blancs rassemble cinq communes classées « grand cru » (Chouilly, Cramant, Avize, Oger et Mesnil-sur-Oger) sur les 17 que compte le vignoble champenois.
Les vignobles de Montgueux, du Sézannais, du val du Petit Morin et du Vitryat sont rattachés à la côte des blancs dans la région viticole appelée « côte des Blancs & environs », qui correspond à l'une des quatre principales aires de production du vignoble de Champagne avec la côte des Bar, la montagne de Reims et la vallée de la Marne.

Vignobles de la côte des Blancs
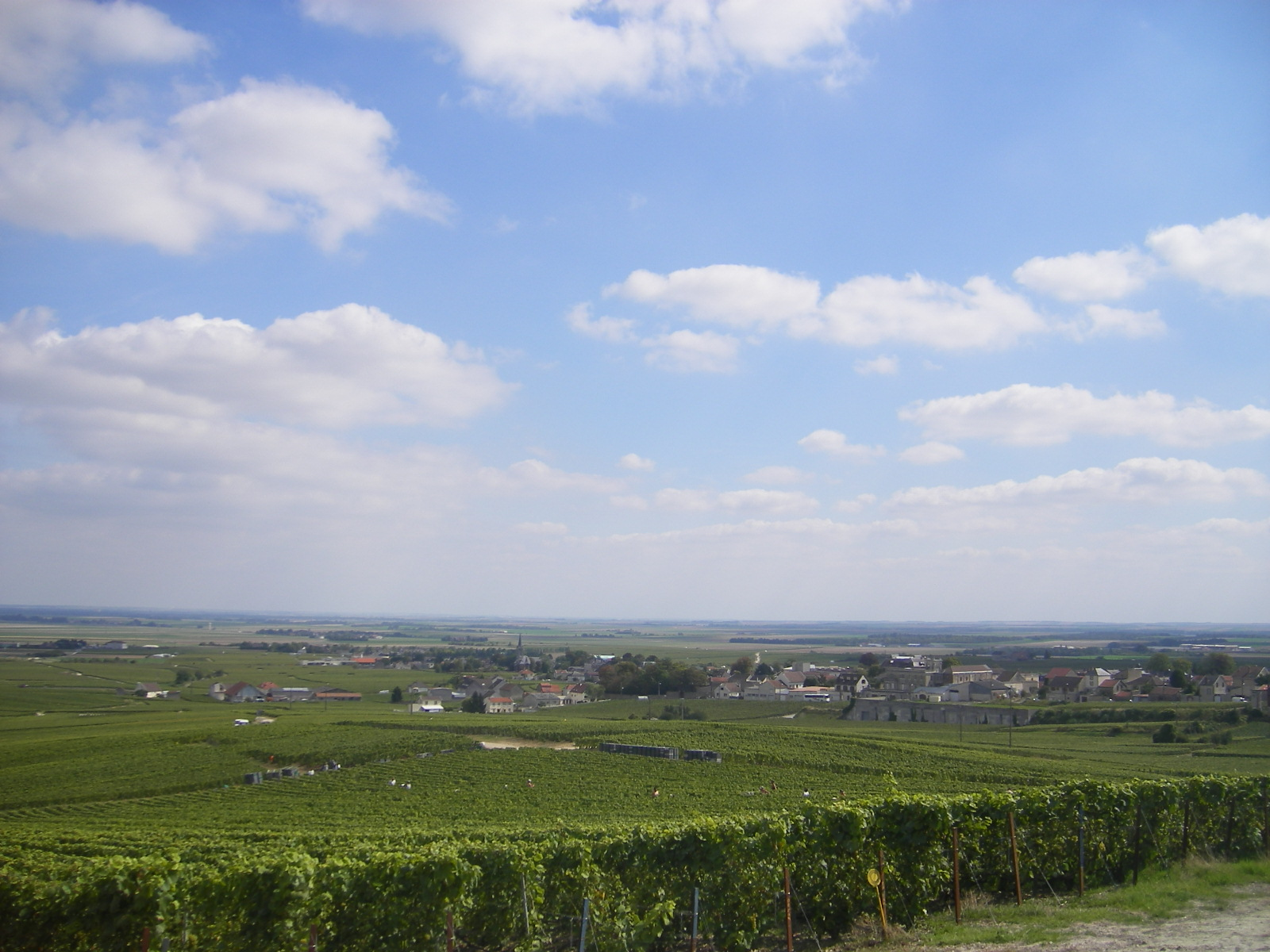
Avize
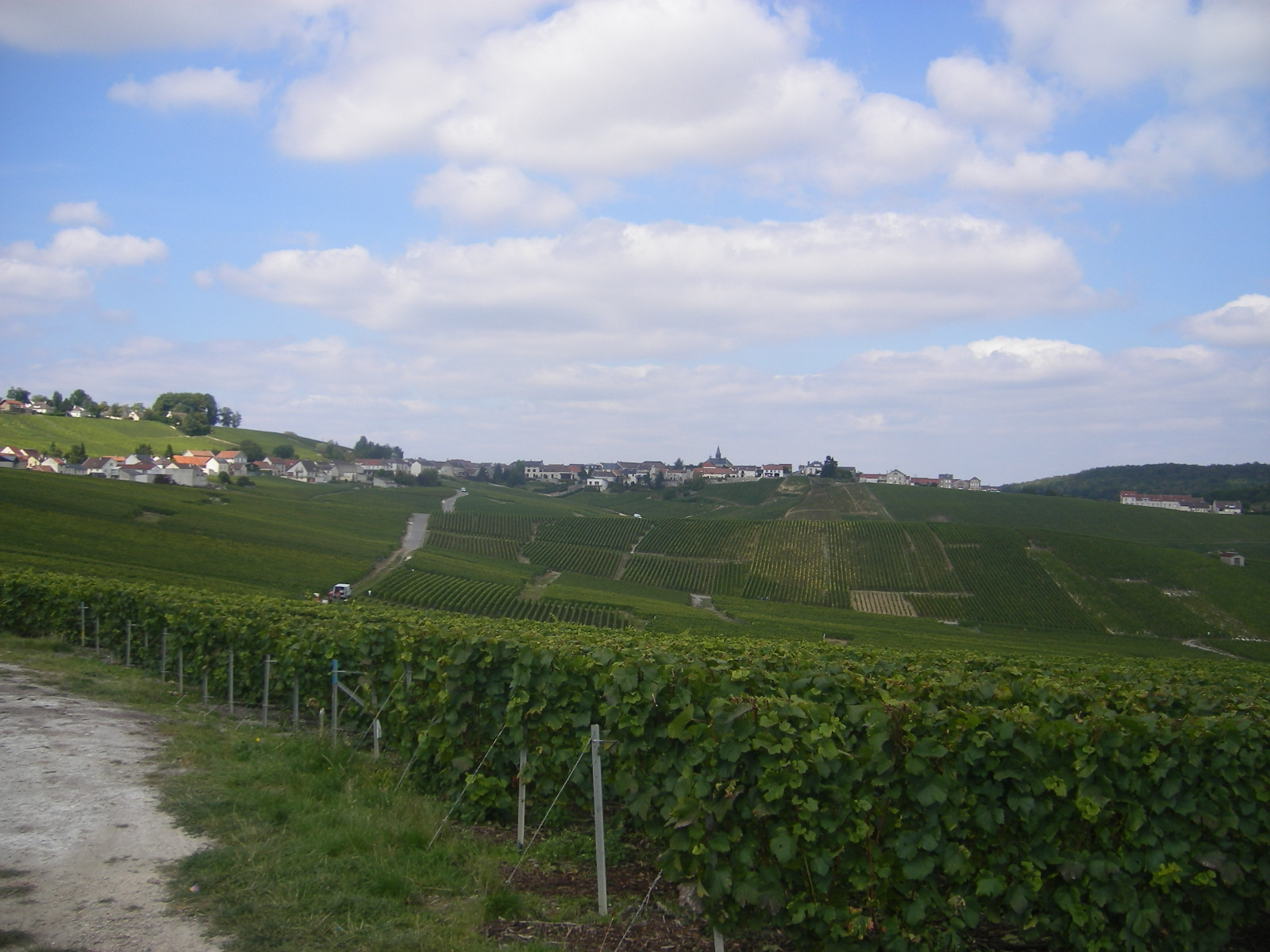
Cramant
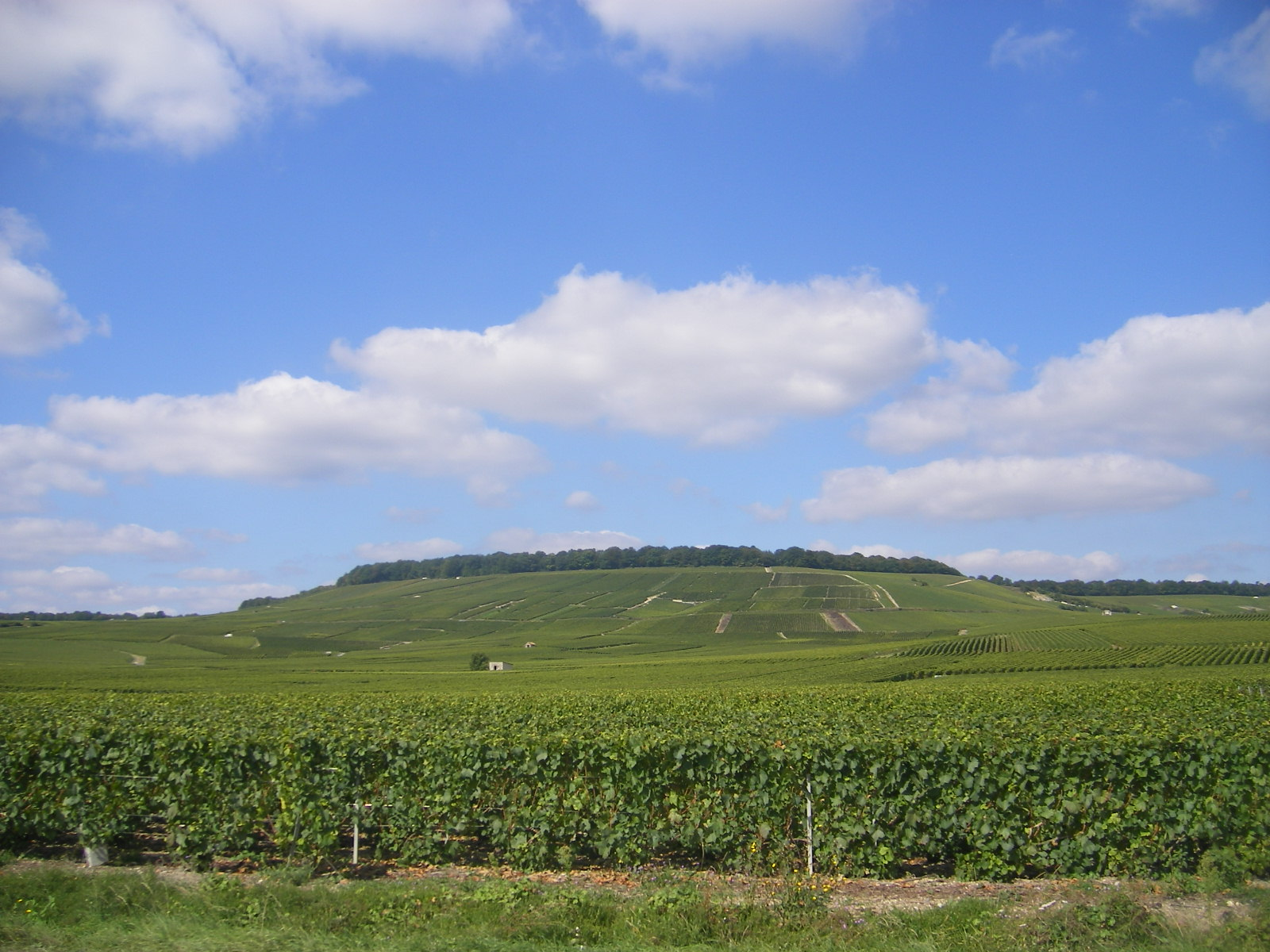
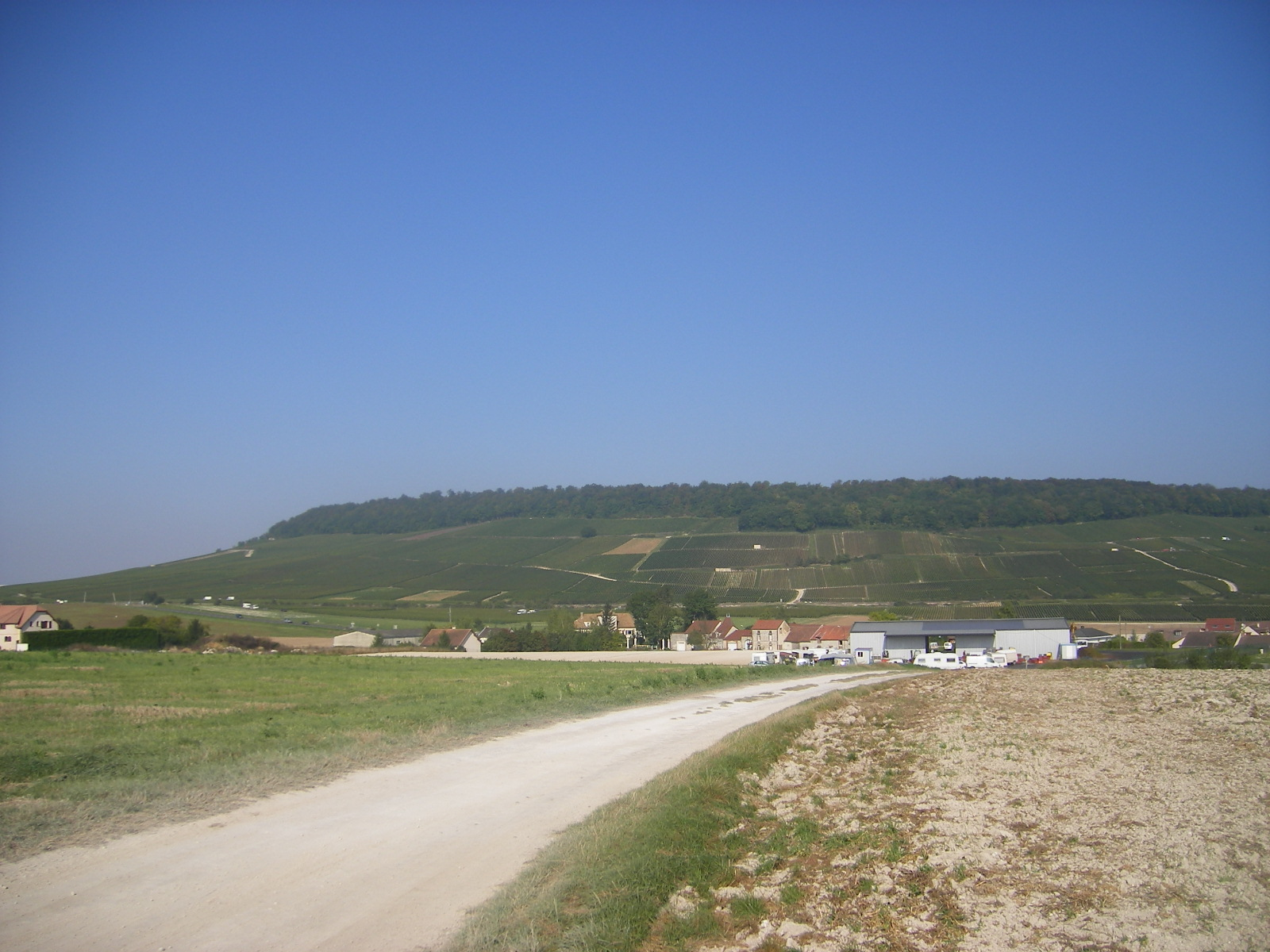
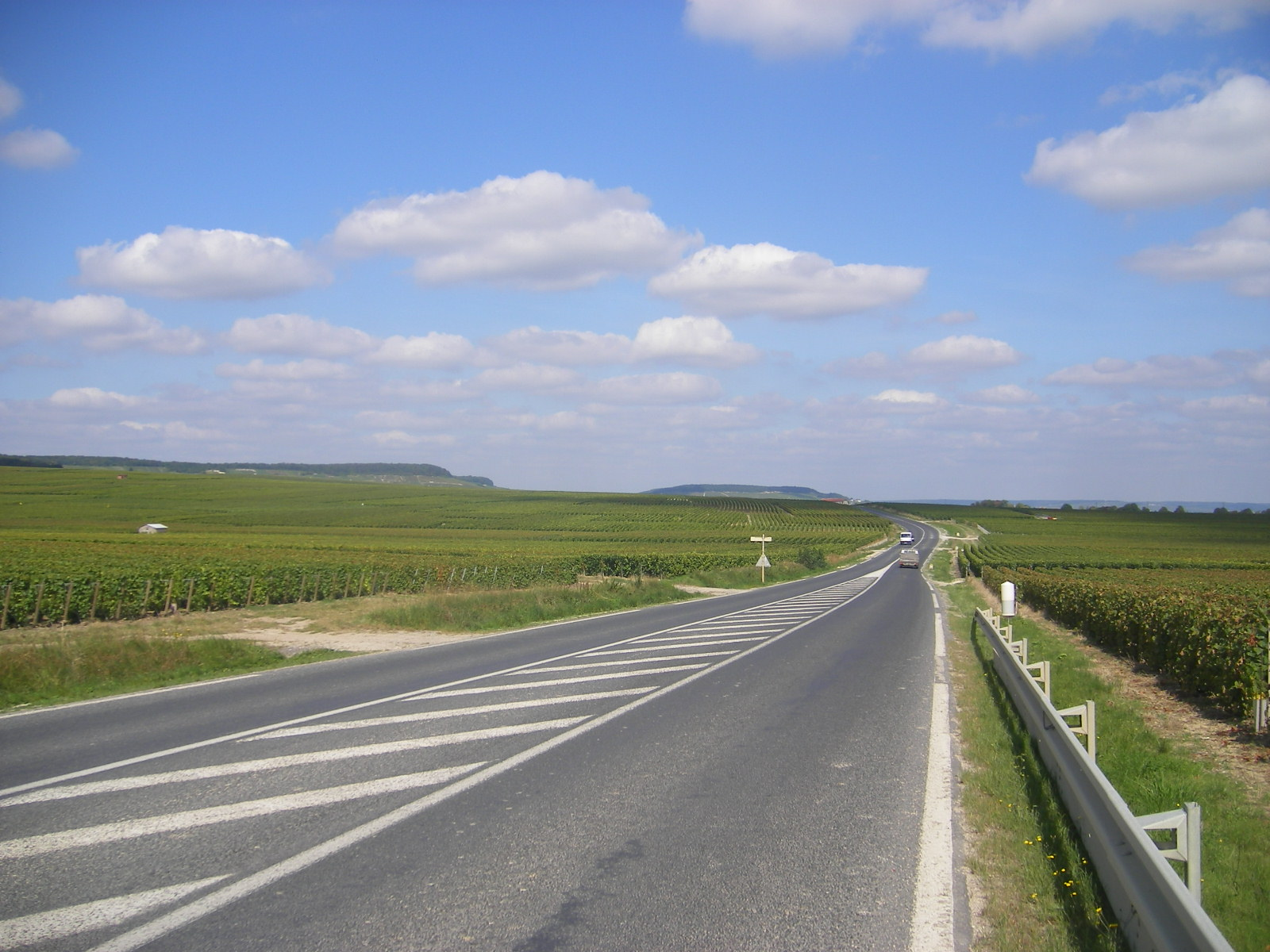
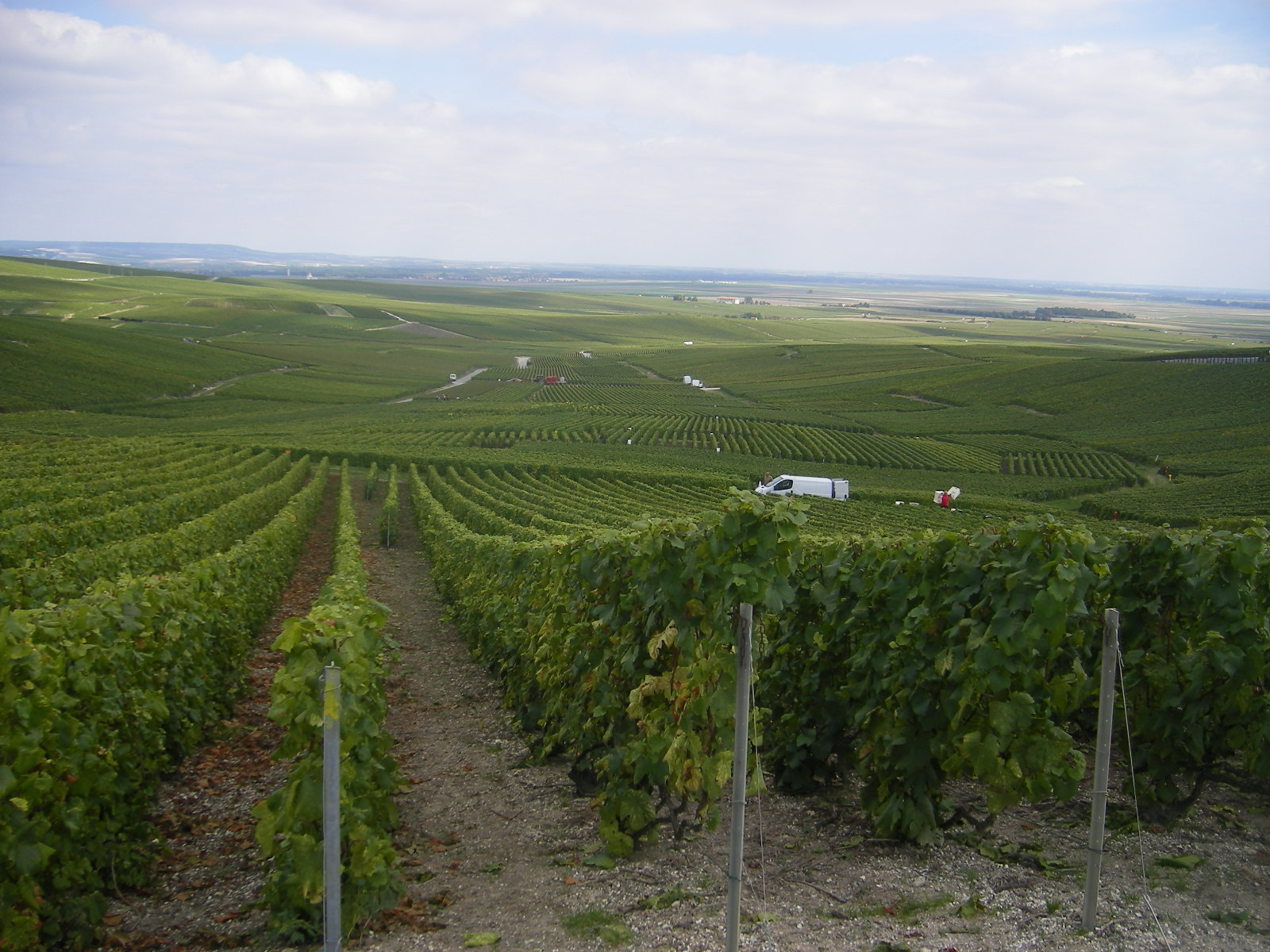
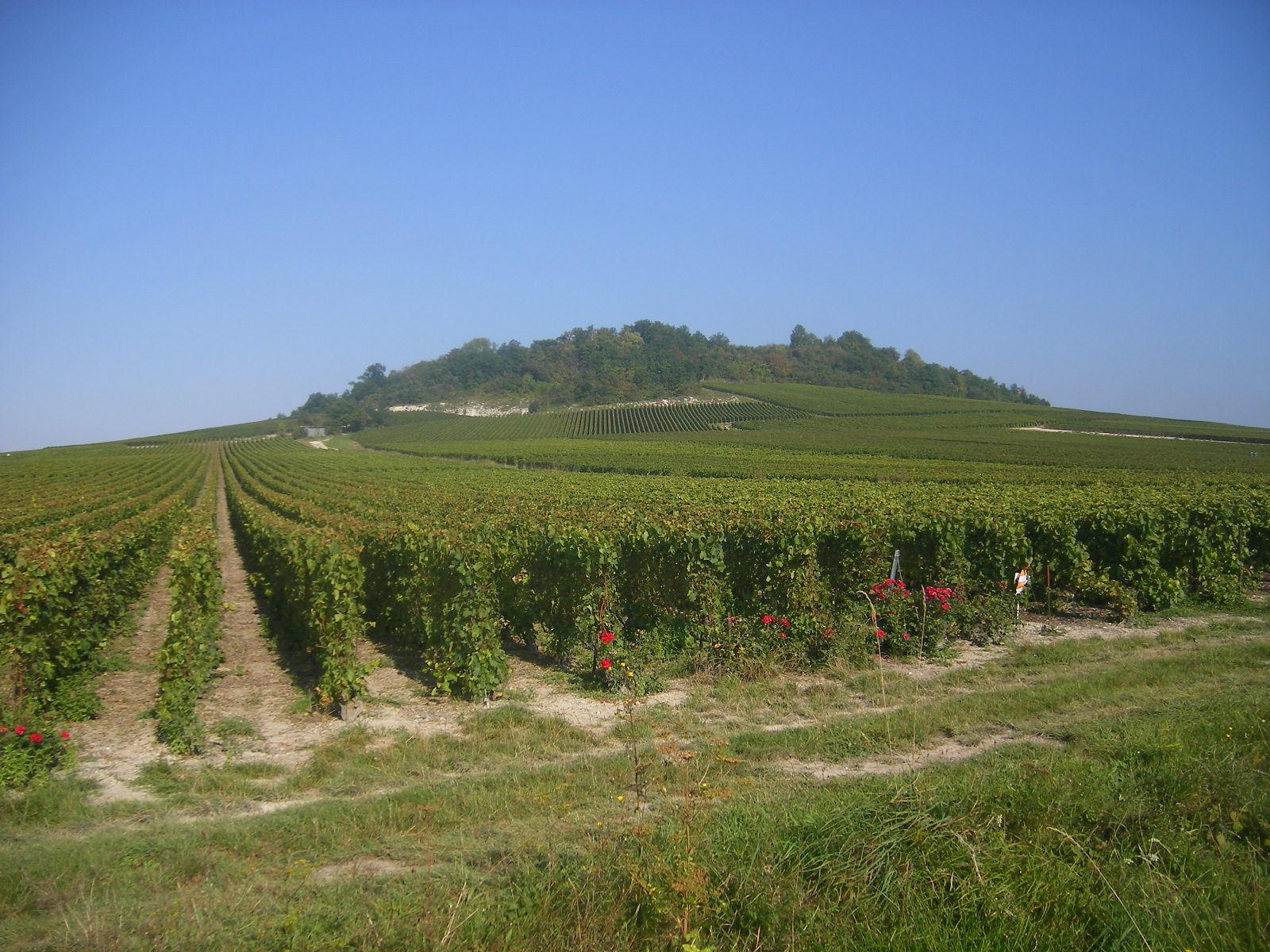
Mont Aimé
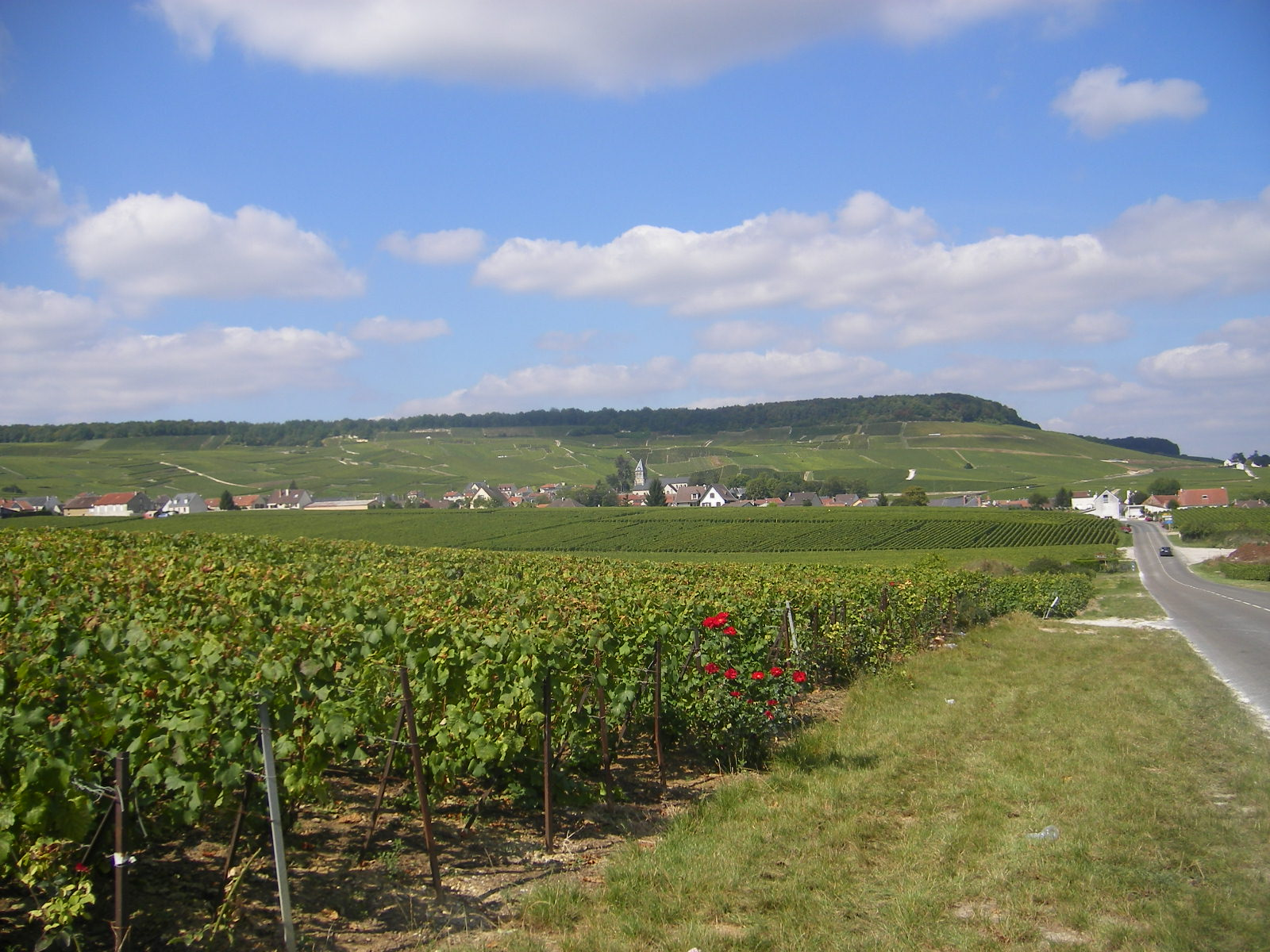
Oger

#### Encépagement
Le chardonnay est le cépage de prédilection de la côte des Blancs. Il couvre 95 % du vignoble de ce terroir. Plus marginalement, le Pinot Noir et le Pinot Meunier sont également plantés, essentiellement pour produire du rosé d'assemblage.

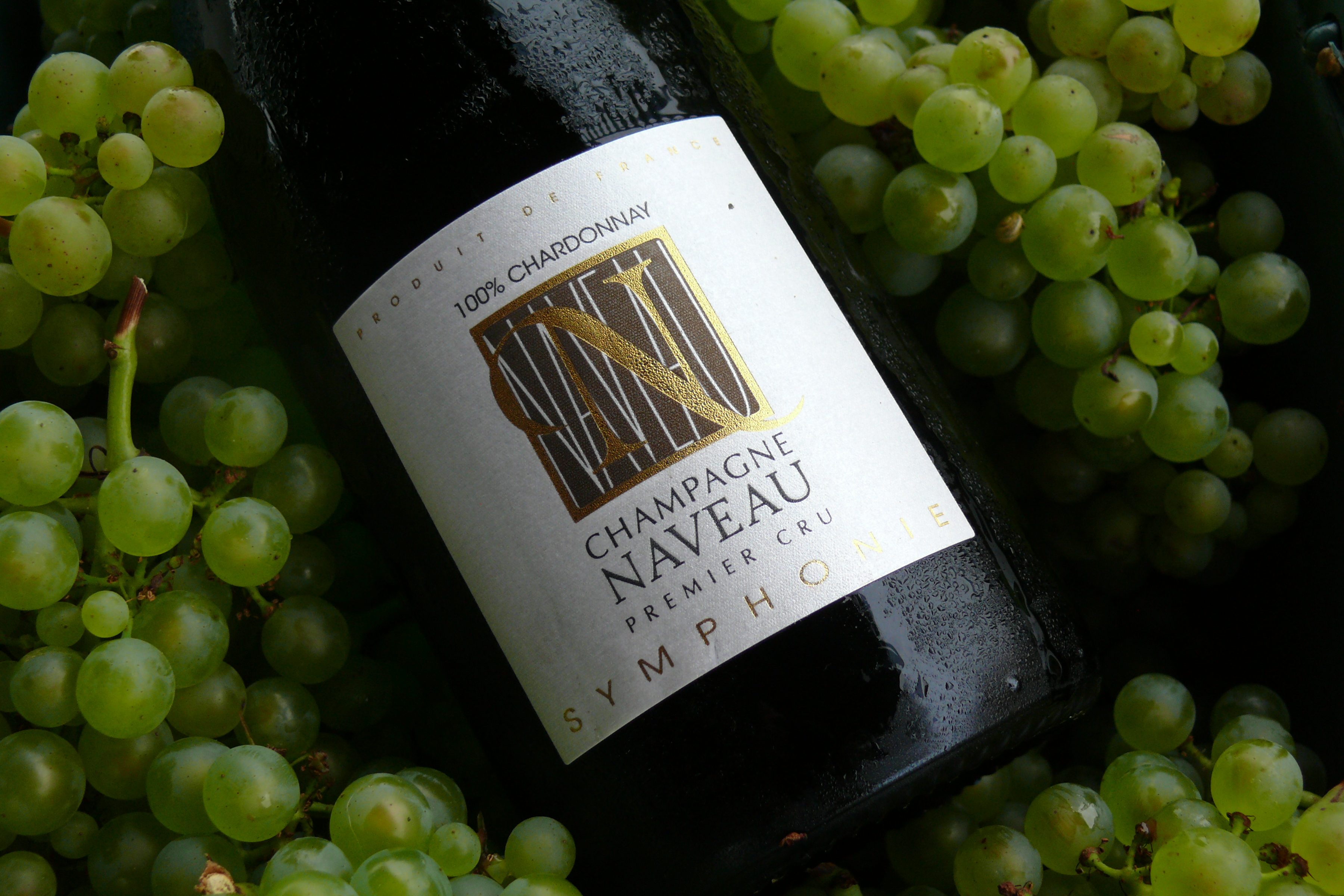
Champagne Naveau côte des Blancs 100 % chardonnay dans une caisse de raisins chardonnay issu des vendanges 2013.

On compte encore beaucoup de vignobles plantés en sélection massale (qui consiste à repérer les meilleurs pieds de vigne, à en prélever des bouts de sarments pour ensuite les greffer), même si ceux-ci tendent à disparaître au profit de la sélection clonale effectuée aujourd'hui (qui consiste à élaborer des plants à partir d'un seul individu sélectionné en laboratoire pour sa résistance aux maladies, sa production ou encore la qualité de ses raisins). Cette disparition progressive de la sélection massale conduit à une réduction de la diversité génétique et ainsi du patrimoine du vignoble champenois.
Les vins de Champagne produits dans la côte des Blancs sont majoritairement issus de chardonnay. En Champagne, les vins élaborés à partir de chardonnay uniquement sont appelés « blanc de Blancs ». Le premier « blanc », au singulier, décrivant le vin, et le second « blancs », au pluriel, décrivant les raisins utilisés (à partir de grains blancs).

#### Méthodes culturales
Les méthodes culturales de la Champagne ont beaucoup évolué au cours des dernières décennies, tendant vers une agriculture plus responsable et plus respectueuse de l'environnement. On citera notamment la viticulture raisonnée, aujourd'hui appliqué par une majorité de vignerons.
La côte des Blancs accueille également un bon nombre de viticulteurs en biodynamie, tels que Jacques Selosse, Agrapart & Fils ou encore Larmandier-Bernier.
La taille utilisée dans la côte des Blancs est la taille chablis en grande majorité mais ce type de taille étant plus chronophage (cette étape est obligatoirement réalisée à la main), on observe une évolution vers d'autres types de taille tels que le cordon.
La viticulture champenoise s'approche d'un grand tournant avec le nouveau label « viticulture durable en Champagne » créé par le comité Champagne qui vise à réduire l'empreinte carbone de 75 % à l'horizon 2050, supprimer l'utilisation d'herbicides d'ici 2025 et obtenir 100 % de la surface de l'appellation Champagne certifiée d'ici 2030.